# آلتین‌اکین
التینکین (به لاتین: Altınekin) یک سکونتگاه مسکونی در ترکیه است که در استان قونیه واقع شده‌است.

## خصوصیات
التینکین ۱٬۰۳۷ متر بالاتر از سطح دریا واقع شده‌است.